# Municipio de Seneca (Míchigan)
El municipio de Seneca (en inglés: Seneca Township) es un municipio ubicado en el condado de Lenawee en el estado estadounidense de Míchigan. En el año 2010 tenía una población de 1230 habitantes y una densidad poblacional de 11,84 personas por km².

## Geografía
El municipio de Seneca se encuentra ubicado en las coordenadas 41°45′42″N 84°10′5″O / 41.76167, -84.16806. Según la Oficina del Censo de los Estados Unidos, el municipio tiene una superficie total de 103.89 km², de la cual 103,74 km² corresponden a tierra firme y (0,15 %) 0,15 km² es agua.

## Demografía
Según el censo de 2010, había 1230 personas residiendo en el municipio de Seneca. La densidad de población era de 11,84 hab./km². De los 1230 habitantes, el municipio de Seneca estaba compuesto por el 97,64 % blancos, el 0,24 % eran afroamericanos, el 0,49 % eran amerindios, el 0,16 % eran asiáticos, el 0,24 % eran de otras razas y el 1,22 % eran de una mezcla de razas. Del total de la población el 3,41 % eran hispanos o latinos de cualquier raza.